# Trixa pyrenaica
Trixa pyrenaica là một loài ruồi trong họ Tachinidae.